# ۱۳۶۱ (قمری)
۱۳۶۱ (قمری)، هزار و سیصد و شصت و یکمین سال در گاهشماری هجری قمری است. اول محرم این سال برابر با نوزدهم ژانویه سال ۱۹۴۲ میلادی است.